# 馬場知己
馬場 知己（ばば ともみ、1915年8月4日 -1986年6月17日)は日本の建築家、都市計画学者。鉄道省および国鉄出身。東京建築工事局長、新東京国際空港公団参与、中部大学教授を歴任。工学博士（1961年、東大）。KK都市環境システム研究所代表取締役。墓所は多磨霊園。

## 代表作品
- 成田国際空港ターミナル建設
- 川崎火力発電所（1957、日本建築学会賞作品賞）
- 東京駅改築計画
- 大井工場の改良計画（1960)
- 名古屋鐵道管理局共濟アパート（1951）

## 著書
- 東京2000万都市の改造計画、鹿島出版会 1966
- 駅のうつりかわり-鉄道旅客駅変遷史-、自費出版，1988